# Cratere Mees
Mees è un cratere lunare di 51,55 km situato nella parte nord-orientale della faccia nascosta della Luna.